# Dynoides saldani
Dynoides saldani là một loài chân đều trong họ Sphaeromatidae. Loài này được Carvacho & Haasmann miêu tả khoa học năm 1984.